# Shannonomyia (Shannonomyia) ignava
Shannonomyia (Shannonomyia) ignava is een tweevleugelige uit de familie steltmuggen (Limoniidae). De soort komt voor in het Neotropisch gebied.